# Crystal (Colorado)

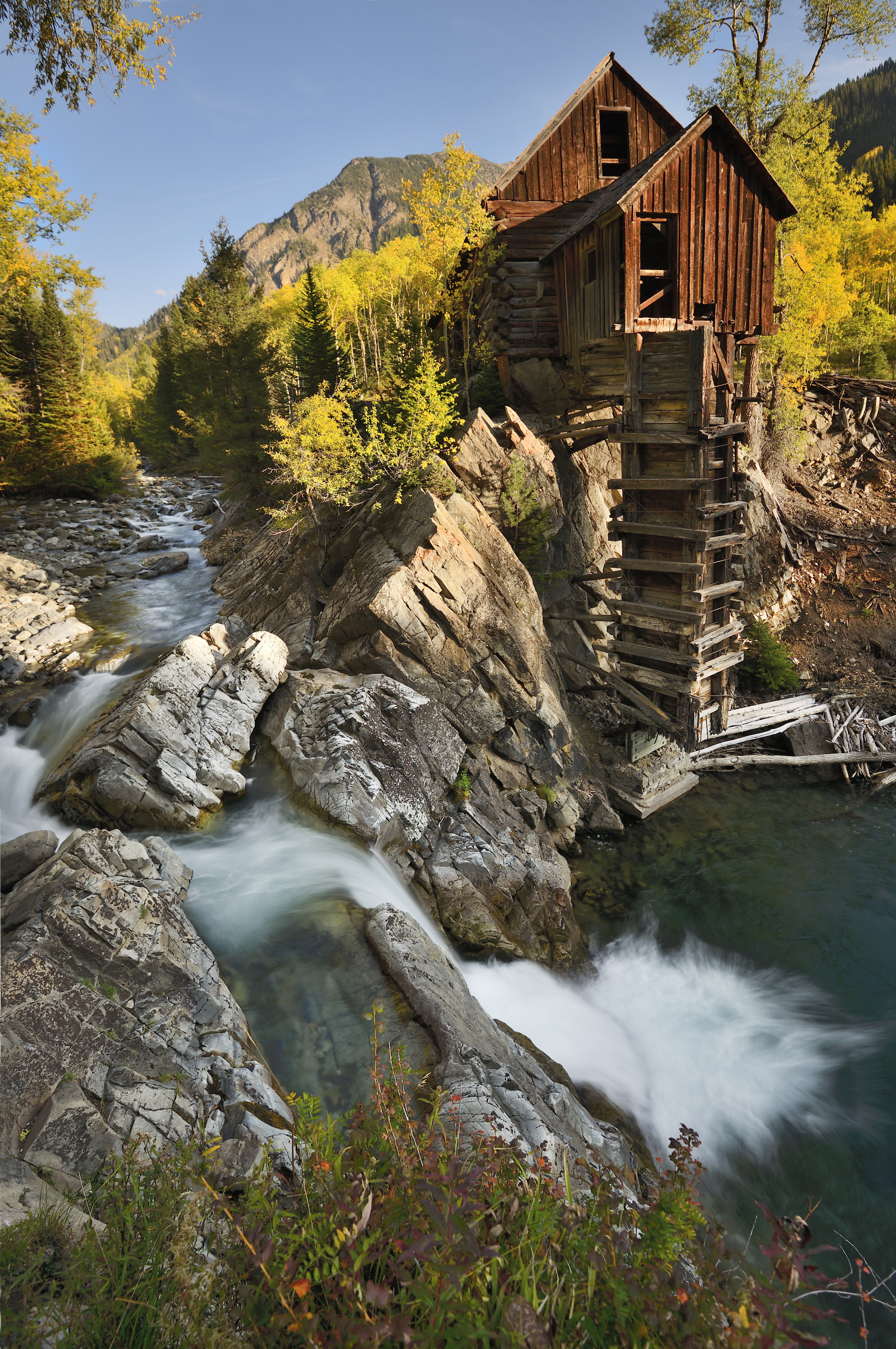
Il Crystal Mill e il fiume Crystal

Crystal è una città fantasma nella valle superiore del fiume Crystal nella Contea di Gunnison, in Colorado, negli Stati Uniti d'America, su una strada praticabile soltanto da veicoli a trazione integrale tra Marble e Crested Butte.  Esistono ancora diversi edifici a Crystal, ma i pochi abitanti ci vivono solo in estate.
Crystal è circondata da eccellenti luoghi adatti alla pesca con la mosca (trota), alla caccia (cervo e elk), all'escursionismo e al mountain biking su strade adatte al 4x4, che possono essere raggiunti dalla città di Marble.  La valle superiore del fiume Crystal si trova tra due aree selvagge. La Raggeds Wilderness Area a sud e la Maroon Bells-Snowmass Wilderness Area a nord.

## Crystal Mill
Crystal è nota per uno dei più fotografati siti storici del Colorado, il Crystal Mill, presente sul Registro Nazionale dei Luoghi Storici dal 1985.

## Strade di accesso a Crystal
La Gunnison County Road 3 unisce Crystal a Marble.  Gran parte della strada è praticabile soltanto con veicoli a trazione integrale.
La Forest Road 317 (detta anche Gothic Road) congiunge Crystal a Crested Butte via passo Schofield.  Attraversa il Devils Punchbowls, considerato fra i più pericolosi percorsi per fuori strada nell'intero stato (intere famiglie sono morte lungo il tragitto).

## Storia
Crystal venne incorporata nel 1881, ma divenne città mineraria agli inizi degli anni 1860.  Al massimo del suo sviluppo, Crystal aveva più di 400 residenti fra la città e le miniere site nei dintorni, due quotidiani (il Crystal River Current che divenne poi The Silver Lance), una sala da biliardo, un club maschile, un barbiere e due alberghi. Nel 1915, solo otto persone vivevano stabilmente in città.  Nonostante la riduzione dei residenti, l'United States Board on Geographic Names considera attualmente Crystal come populated place.
Nell'area vi erano miniere di argento, piombo, rame, ferro e zinco e anche piccole miniere di oro.
Nel 2015, la maggior parte delle attività della città di Crystal appartengono ai parenti di Emmet Gould. Il signor Gould acquistò terreni, case e opifici a Crystal negli anni 1940.  Nel 1948, la famiglia di Welcome Joe Neal iniziò a fare le vacanze a Crystal.  I Neals ora posseggono tre case e Richard Beamon una. Essi vivono a Crystal soltanto nei mesi estivi. Esiste un piccolo emporio, dei bagni pubblici e una rivendita di libri dello storico locale, Roger A. Neal.  Alcune case vengono affittate per brevi periodi.